# Emil Kirschbaum-Medaille
Die Emil Kirschbaum-Medaille ist eine Verdienstmedaille, die für Verdienste in der thermischen Verfahrenstechnik verliehen wird. Namensgeber ist Emil Kirschbaum, der als Begründer der thermischen Verfahrenstechnik als eigene Fachrichtung gesehen wird.
Die Medaille wird mindestens alle drei Jahre von ProcessNet, einem gemeinsamen Projekt der DECHEMA und dem Verein Deutscher Ingenieure (Abteilung GVC), an Personen verliehen, die neue und wesentliche Erkenntnisse in der thermischen Verfahrenstechnik  hervorgebracht haben. Ebenso soll die Anwendung der Forschung in der industriellen Praxis gefördert werden, insbesondere bei Verfahren zum Scale-up.

## Bisherige Preisträger
- 1991 Helmut Knapp, Berlin
- 1994 Alfons Mersmann, München
- 1997 Karl Stephan, Stuttgart
- 2000 Ulfert Onken, Dortmund
- 2003 Johann Stichlmair, München
- 2006 Ralf Goedecke, Rodenbach
- 2009 Gerd Maurer, Kaiserslautern
- 2012 Jürgen Gmehling, Oldenburg
- 2014 Andrzej Górak, Dortmund
- 2016 Andreas Seidel-Morgenstern, Magdeburg
- 2018 Wolfgang Arlt, Erlangen
- 2020 Hans-Jörg Bart, Kaiserslautern
- 2022 Stephan Scholl, Braunschweig